# Main gauche (dolk)
Een main gauche is een pareerdolk. Het woord komt uit het Frans, en betekent letterlijk "linkerhand". Vandaar ook de benaming linkerhanddolk.

## Gebruik
De main gauche of linkerhanddolk werd bij het duelschermen gehanteerd door de linkerhand, voornamelijk als pareerdolk in samenwerking met een ander wapen zoals de rapier. Voordien werd deze functie ingenomen door het schild. Het voordeel van een dolk is dat het naast een verdedigende functie ook nog een aanvallende functie kan hebben. Vooral bij het schermen met de rapier in de 15de en 16de eeuw bewees de main gauche zijn nut. Daar het door de lengte van de rapier haast onmogelijk is om in twee tijden te schermen werd deze handicap opgevangen door de main gauche. De typische, Franse benaming voor dit soort wapen stamt dan ook uit deze periode en is tegenwoordig algemeen aanvaard.

## Het wapen
Elk soort dolk kan natuurlijk als pareerdolk dienen. De typische main gauche is een wapen met een grotere handbescherming of gevest, vaak de volledige hand bedekkend. Als paar, met de rapier, had deze vaak ook een kleinere kopie van het rapiergevest. Ook werden er uitsteeksels en stootstangen, quillons, aan toegevoegd. Dit om de kling van de tegenstander mee op te vangen, eventueel te klemmen en zelfs te breken. Vorm en afmetingen van de kling variëren maar werden ook vaak ontworpen om het vangen en/of afbreken van de kling van de tegenstander mogelijk te maken.
De main gauche raakte in onbruik doordat de degen de rapier verving als duelwapen.  De degen maakte schermen in twee tijden mogelijk en een meer lineaire schermstijl kreeg de voorkeur. Het gebruik van de linkerhand verloor stilaan zijn nut en werd uiteindelijk volledig achterwege gelaten.